# Tetrameringia stuckenbergi
Tetrameringia stuckenbergi är en tvåvingeart som beskrevs av Barraclough 2002. Tetrameringia stuckenbergi ingår i släktet Tetrameringia och familjen träflugor.
Artens utbredningsområde är Malawi. Inga underarter finns listade i Catalogue of Life.